# Donationware
Donationware (від англ. donation — «пожертвування» та software — «програмне забезпечення») — це модель ліцензування, при якій користувачеві поставляється повністю функціональне програмне забезпечення з можливістю зробити пожертвування розробнику. Розмір пожертвування може бути фіксованим або встановлюватися користувачем на підставі індивідуального сприйняття цінності програмного забезпечення.
Оскільки в моделі donationware поставляється повністю функціональне програмне забезпечення і пожертвування є додатковою можливістю, то технічно це тип безкоштовного програмного забезпечення.
Приклади програмного забезпечення, які можна віднести до donationware: GIMP, Paint.Net, IrfanView, VLC media player, TrueCrypt, FileZilla, Vim, Stickies, XviD4PSP.